# Bob Guccione
Robert “Bob” Charles Joseph Edward Sabatini Guccione (Nova Iorque, 17 de dezembro de 1930 — Plano, 20 de outubro de 2010) foi o criador e fundador da revista masculina norte-americana Penthouse, que editou e comandou até sua aposentadoria em novembro de 2003.

## Biografia
Considerado um dos homens mais ricos do mundo na década de 80 pela revista Forbes, Guccione começou a editar a Penthouse em 1965 na Inglaterra, estreando sua publicação nos Estados Unidos em 1969, numa tentativa de competir com a maior revista masculina do país, a Playboy.
O estilo de sua revista era de textos mais sensacionalistas e apimentados, com fotografias de nus femininos mais ousados e, no princípio, fotografados por ele mesmo, um fotógrafo até então sem sucesso, num estilo de imagens difusas, com filtros, que se tornaria a marca registrada da revista nos anos vindouros.
Com o sucesso da publicação, que durante alguns anos chegou a ter uma tiragem superior à Playboy, Guccione passou a viver uma vida de luxos, morando numa mansão de trinta quartos. considerada a maior da ilha da Manhattan. Seu ápice de vendas foi em 1984, quando comprou e publicou antigas fotos nuas da então Miss Universo, a negra norte-americana Vanessa Williams, (primeira negra a conquistar o título de Miss Universo) o que causou à ex-modelo um escândalo nacional e a perda da coroa.
Além de diversificar seu negócio, investindo em cinema com a produção do filme pornográfico Calígula, uma produção de longa metragem cara e com pretensões a filme erótico de arte, com atores do calibre de Malcolm McDowell, Peter O’Toole e Helen Mirren nos papéis principais e uma legião de modelos da Penthouse como figurantes das cenas de sexo explícito do filme, em fins dos anos 70, a editora de Guccione também passou a publicar revistas dedicadas à ficção científica como Omni e à música, como Spin.
Com o advento e a popularidade da concorrente Hustler, ainda mais ousada, investimentos mal feitos em cassinos e a popularização de pornografia gratuita na Internet, Guccione viu-se com graves problemas financeiros e foi obrigado a se desfazer de sua mansão e suas obras de arte para pagar as dívidas, que o acabaram levando à falência financeira em 2003, quando renunciou à direção do grupo Penthouse, que continuou editando a revista, mas com uma tiragem mensal de apenas 500.000 exemplares, um décimo das vendas em seu auge.
Sua mulher de toda a vida, Kathy Keeton, morreu de câncer de mama em 1997 e ele, diagnosticado com câncer de laringe, viveu em Nova Iorque afastado do filho, Bob Jr, com quem se desentendeu  há alguns anos por concepções editoriais diferentes na condução de sua publicação Spin, dirigida pelo filho.
Bob Guccione faleceu no dia 20 de outubro de 2010 na cidade texana de Planos, aos 79 anos de idade e em decorrência do câncer diagnosticado anos antes.